# Regionale raad van Megiddo
De Regionale raad van Megiddo (Hebreeuws: מועצה אזורית מגידו, Mo'atza Azorit Megido) is een regionale raad in Israël, waarin een gelijknamige kibboets ligt.
Bij de kibboets en binnen de gemeente ligt Tel Megiddo, een nationaal park dat in 2005 door UNESCO tot werelderfgoed werd verklaard. 
In deze regio ligt ook de Megiddo-gevangenis. De gemeente omvat ook een gedeelte van de Jizreëlvallei.
In de 15e eeuw v.Chr. had hier een historische slag plaats evenals een veldslag in 609. 

## Nederzettingen
Kibboetsen:
- Dalia
- Ein HaShofet
- Galed
- Givat Oz
- Hazorea
- Megiddo
- Mishmar HaEmek
- Ramat HaShofet
- Ramot Menashe

Mosjaven:
- Midrakh Oz
- Yokneam Moshava

Overige:
- Ein HaEmek
- Eliakim

Abu Basma · Alona · al-Batuf · Be'er Tuvia · Beit She'an Vallei · Bnei Shimon · Brenner · Bustan al-Marj · Centraal Arava · Drom HaSharon · Esjkol · Gan Raveh · Gederot · Gezer · Gilboa · Golan · Gush Etzion · Har Hebron · Hefervallei · Hevel Eilot · Hevel Modi'in · Hevel Yavne · Hof Ashkelon · Hof HaCarmel · Hof HaSharon · Jizreëlvallei · Emek HaYarden · Bik'at HaYarden · Lakhish · Lev HaSharon · Lodvallei · Lager Galilea · Ma'ale Yosef · Mateh Asher · Mateh Binyamin · Mateh Yehuda · Megiddo · Megilot · Menashe · Merhavim · Merom HaGalil · Mevo'ot HaHermon · Misgav · Nahal Sorek · Ramat HaNegev · Sha'ar HaNegev · Sdot Negev · Shafir · Shomron · Tamar · Hoger Galilea · Yoav · Zevoeloen